# Inquinamento atmosferico

Inquinamento atmosferico da un forno da coke.

L'inquinamento atmosferico è una forma di inquinamento, ovvero l'insieme di tutti gli agenti fisici, chimici e biologici che modificano le caratteristiche naturali dell'atmosfera terrestre.
Gli effetti sulla salute umana dovuti alla scarsa qualità dell'aria coinvolgono principalmente il sistema respiratorio e il sistema cardiovascolare. Le reazioni individuali agli inquinamenti atmosferici dipendono dal tipo di inquinante a cui una persona è esposta, dal grado di esposizione, dallo stato di salute dell'individuo e dalla genetica. L'inquinamento dell'aria interna e la scarsa qualità dell'aria urbana sono elencati come due dei peggiori problemi di inquinamento tossico al mondo nel rapporto del 2008. L'inquinamento dell'aria esterna causa da 2,1 a 4,21 milioni di morti ogni anno. Complessivamente, l'inquinamento atmosferico provoca la morte di circa 7 milioni di persone in tutto il mondo ogni anno ed è il più grande rischio singolo per la salute ambientale del mondo.

## Descrizione
Nel 1973 Williamson ha proposto la distinzione tra inquinante e contaminante: un contaminante è "ogni cosa che viene aggiunta all'ambiente che causa una deviazione dalla composizione geochimica media"; l'inquinante, invece, è un contaminante che causa effetti nocivi all'ambiente.
I fenomeni di inquinamento atmosferico sono il risultato di una complessa competizione tra fattori, che portano ad un accumulo degli inquinanti, ed altri che invece determinano la loro rimozione e la loro diluizione nell'atmosfera. L'entità e le modalità di emissione (sorgenti puntiformi o diffuse, altezza di emissione), i tempi di persistenza degli inquinanti e il grado di mescolamento dell'aria sono alcuni dei principali fattori che producono variazioni spazio-temporali della composizione dell'aria.
Questo è uno dei problemi maggiormente sentiti dalle popolazioni dei grandi agglomerati urbani, di cui ci si è iniziati a preoccupare solamente dagli anni settanta. Da quell'epoca, infatti, in alcuni paesi sono state via via attuate delle politiche per la riduzione degli agenti chimici e di numerose altre sostanze contaminanti presenti nell'aria; queste politiche hanno prodotto l'abbassamento delle concentrazioni di alcuni inquinanti come il diossido di zolfo, il piombo e il monossido di carbonio; ma per altri, ad esempio il diossido di azoto, l'ozono e il particolato atmosferico, agenti per i quali si è scoperto più recentemente la loro criticità per quanto riguarda la salute, non hanno portato i risultati sperati.
In genere, l'inquinamento atmosferico è maggiormente diffuso nelle grandi città per i gas di scarico degli autoveicoli pubblici e privati e del riscaldamento degli edifici, ma è presente anche presso industrie (aziende metalmeccaniche, siderurgiche, farmaceutiche, chimiche, discariche) che non si dotano di impianti per l'abbattimento delle sostanze atmosferiche inquinanti. A causa della circolazione atmosferica e della diffusione chimica degli inquinanti, il fenomeno dell'inquinamento atmosferico tende a interessare anche zone non contaminate, distanti dalla sorgente primaria dell'inquinamento.

### Definizione di inquinante

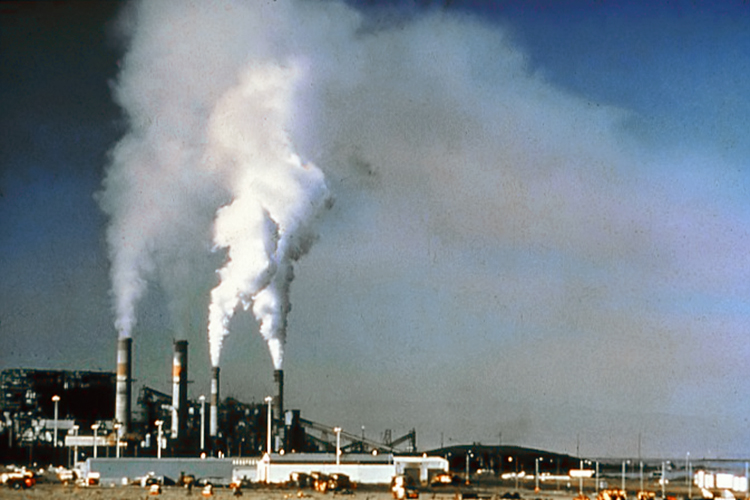
Scarichi di impianti di produzione energetica da fonti fossili, un potenziale fattore inquinante.

L'inquinante atmosferico è un fattore o sostanza che determina l'alterazione di una situazione stazionaria attraverso:
- la modifica dei parametri fisici e/o chimici e biologici;
- la variazione di rapporti quantitativi di sostanze già presenti;
- l'introduzione di composti estranei nocivi per la vita direttamente o indirettamente.

L'aria è una miscela eterogenea formata da gas e particelle di varia natura e dimensioni. La sua composizione si modifica nello spazio e nel tempo per cause naturali, cosicché risulta arduo definirne le caratteristiche di qualità.
L'impossibilità di individuare le proprietà di un ambiente incontaminato di riferimento induce a introdurre il concetto di inquinamento atmosferico stabilendo uno standard convenzionale per la qualità dell'aria.
Si ritiene quindi inquinata l'aria la cui composizione ecceda limiti stabiliti per legge allo scopo di evitare effetti nocivi sull'uomo, sugli animali, sulla vegetazione, sui materiali o sugli ecosistemi in generale.
Il fatto che gli inquinanti reagiscano porta a distinguere tra inquinante:
- primario: per inquinanti primari si intendono quegli inquinanti che vengono emessi direttamente in atmosfera tali e quali, cioè non subiscono altre modifiche una volta emessi, la loro immissione nell'ambiente deriva dal rilascio di sostanze o particelle prodotte dal comparto; il monossido di carbonio è un esempio di inquinante primario, perché è un sottoprodotto della combustione, ma lo sono anche le polveri che si sviluppano da eventi naturali.
- secondario: per inquinanti secondari invece si intendono tutti gli inquinanti che si formano in atmosfera tramite delle reazioni chimiche tra varie sostanze presenti (queste sostanze possono essere inquinanti primari oppure no); la formazione di ozono nello smog è un esempio di inquinante secondario.

Esistono inoltre inquinanti, come il particolato fine, in cui, secondo molti studi, si equivalgono numericamente le componenti primarie e secondarie.

## Principali cause

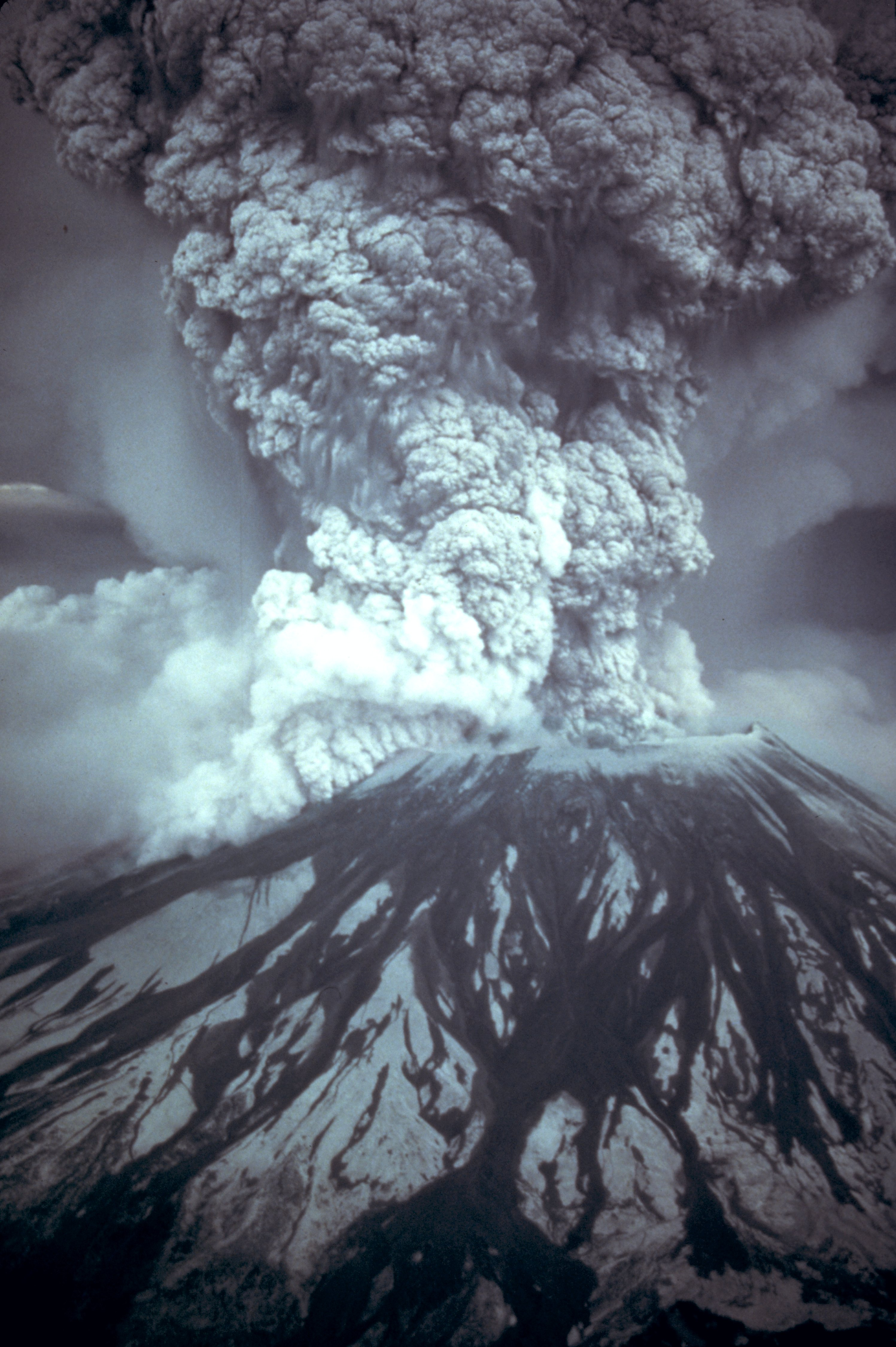
Spettacolare eruzione del Mount St. Helens, Stato di Washington (18 maggio 1980), che rilasciò nell'aria un'impressionante quantità di polveri.

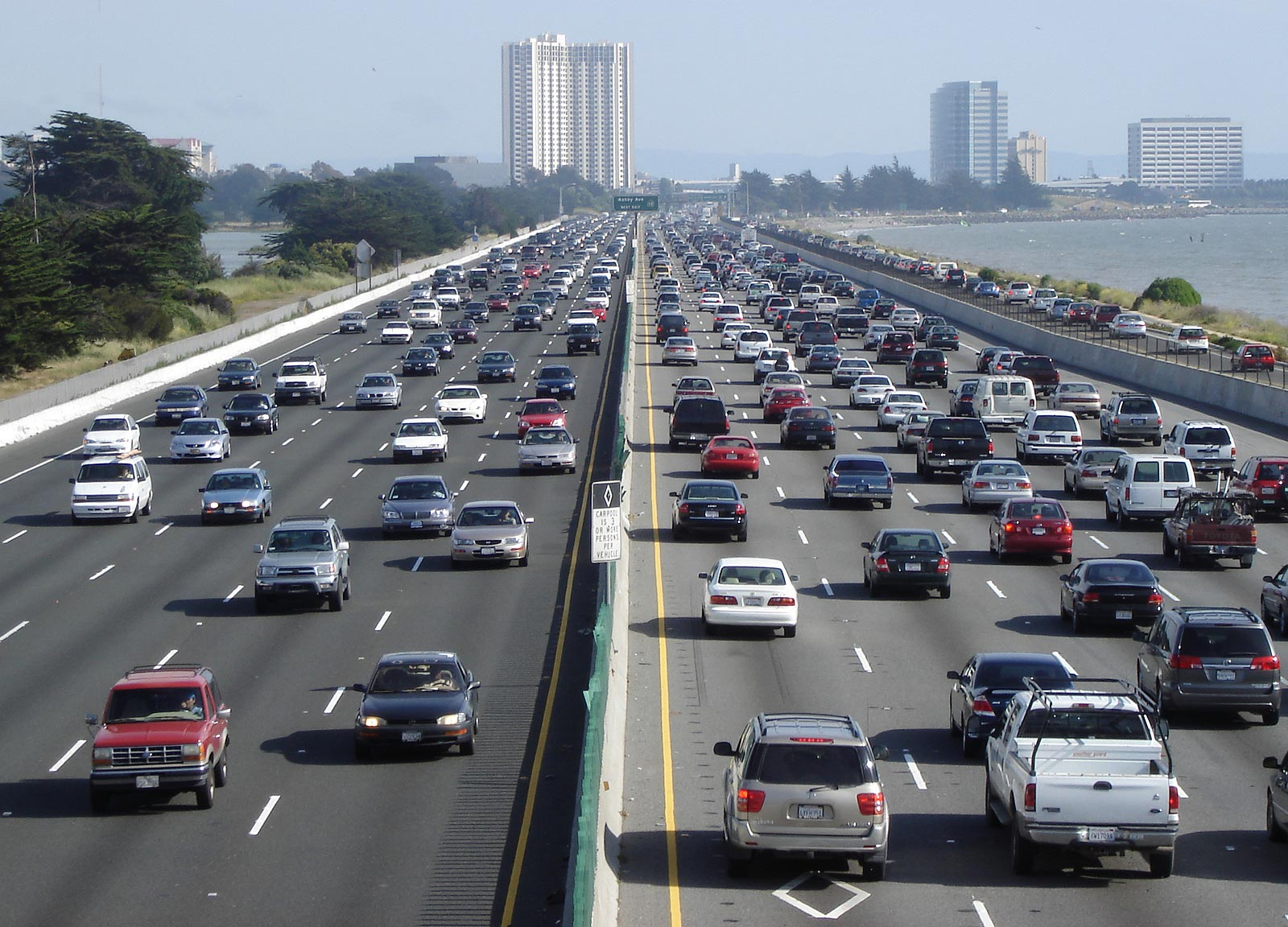
Interstate 80, presso Berkeley

Le cause dell'inquinamento atmosferico possono essere distinte in naturali o antropiche.
- cause naturali: vulcani (SO2), incendi (PM10), ghiaioni (amianto), processi biologici (allergeni).
- cause antropiche: traffico veicolare, riscaldamento domestico, industrie e attività artigianali, veicoli off road  (treni, trattori, veicoli da cava ecc.), auto,  agricoltura e altre attività.[6]

### Cause antropiche
Le principali cause antropiche di inquinamento sono: 
- traffico veicolare: (Vedi anche Inquinamento Automobilistico su Wikiversità)  essenzialmente le emissioni provocate dal traffico dei veicoli dipendono dal tipo di combustibile, dal tipo di veicolo e dalla sua vetustà; tutti i motori termici producono acqua, se alimentati a combustibili fossili producono anidride carbonica (CO2 ), i veicoli alimentati a gasolio emettono principalmente particolato come PM10 e inferiori, idrocarburi (HC), ossidi di azoto (NOx) e biossido di zolfo (SO2).
Un veicolo a benzina emette particolato, NOx e CO, mentre i veicoli a metano e GPL emettono NOx, particolato ultrafine e scarsi idrocarburi.
Negli ultimi anni si tenta di adottare una logica di diminuzione delle emissioni da parte dei veicoli anche con l'introduzione delle fasce euro 1,2,3 ecc. e ponendo obbligatoria la marmitta catalitica e il filtro anti particolato;
- riscaldamento domestico: anche qui gli inquinanti emessi dipendono essenzialmente dal combustibile utilizzato, dalla tipologia di riscaldamento, dalla vetustà e dalla manutenzione dello stesso, gli inquinanti emessi sono all'incirca gli stessi dei veicoli con differenze prodotte da carbone e legna;
- industria e artigianato: gli inquinanti emessi sono i più svariati, questo perché sono moltissime le lavorazioni in campo industriale che quindi determinano inquinanti molto diversi tra loro in base alla lavorazione eseguita, e possono variare da solventi, nebbie acide a metalli polveri e altro..., in campo industriale le emissioni sono fortemente regolamentate e per questo le industrie devono utilizzare dei sistemi di abbattimento degli inquinanti che variano in base agli inquinanti stessi, per esempio per le polveri vengono utilizzati dei cicloni, filtri a maniche, filtri a tasche ed elettrofiltri; mentre per le nebbie o più in generale per le sostanze chimiche vengono utilizzati filtri a carboni attivi o filtri a umido.

I vari mezzi di trasporto possono impattare in modo differente sull'ambiente a seconda delle loro caratteristiche, innanzitutto maggiore è la dimensione e peso del mezzo e maggiore saranno le energie necessarie per accelerare e arrestare il mezzo, generando un impatto maggiore rispetto ad un mezzo piccolo di pari tecnologia, sia per quanto concerne gli inquinanti prodotti dal motore e dalla sua fonte d'alimentazione (benzina, gasolio, GPL, metano, elettricità, ecc) che dalle polveri prodotte da pneumatici e freni, ma anche l'impatto ambientale per produrre il mezzo varia molto sia dalle dimensioni che dalla tecnologia, oltre che dal processo produttivo adottato dalla relativa azienda, ultimo fattore è lo smaltimento a fine ciclo vitale del mezzo, alcune soluzioni che possono essere molto valide per ridurre la produzione d'inquinanti (i motori elettrici non producono CO₂ e polveri sottili) durante la fase di utilizzo nel ciclo vitale non sempre lo sono altrettanto per la produzione e dismissione del mezzo ed anche per quanto concerne la produzione del carburante o dell'elettricità, in alcuni casi si è visto come i mezzi a motore tradizionale, trasformati in veicoli a gas naturale possano essere competitivi con i veicoli elettrici nell'emissione di CO₂ e come questa vari enormemente a seconda di come viene prodotto il gas naturale (tradizionale, da rifiuti o biomasse oppure sintetico).
Rimanendo alle motorizzazioni tradizionali benzina e gasolio, gli studi recenti di Transport&Environment (centro di studi ambientalisti con sede a Bruxelles), hanno analizzato queste 2 tipologie di motore, in particolar modo l'intero processo vitale, il risultato ha evidenziato una maggiore produzione d'inquinanti CO₂ nel caso del motore diesel pur avendo questo un emissioni minore ai gas di scarico dei motori a benzina.
L'inquinamento automobilistico quali le polveri sottili poi si ripercuotono nelle abitazioni, in cui si accumula assieme alle polveri prodotte da altre fonti, quali i camini e stufe, sigarette e la cucina, tuttavia l'impatto delle polveri prodotte dai veicolo è proporzionalmente minore rispetto ad altre fonti presenti in casa.

## Principali inquinanti
Data la grande varietà di sostanze presenti in atmosfera, sono stati proposti numerosi metodi di classificazione: in primo luogo si può classificare in base alla composizione chimica, per cui si parla principalmente di composti che contengono zolfo, composti che contengono azoto, che contengono il carbonio e composti alogeni.
In secondo luogo si può classificare in base allo stato fisico: gassoso, liquido o solido; infine si può suddividere in base al grado di reattività in atmosfera, in sostanze primarie o secondarie.
Gli inquinanti primari possono essere di tipo gassoso o particolato.
| Città più inquinate da PM             | Città più inquinate da PM  |
| particolato importato μg / m 3 (2004) | Città                      |
| ------------------------------------- | -------------------------- |
| 168                                   | Il Cairo, in Egitto        |
| 150                                   | Delhi, India               |
| 128                                   | Calcutta, India (Calcutta) |
| 125                                   | Tianjin, Cina              |
| 123                                   | Chongqing, Cina            |
| 109                                   | Kanpur, India              |
| 109                                   | Lucknow, India             |
| 104                                   | Jakarta, Indonesia         |
| 101                                   | Shenyang, Cina             |

Tra i gas si segnalano:
- composti dello zolfo: i principali composti che contengono zolfo in atmosfera sono: il biossido di zolfo (SO2), il solfuro di carbonile (COS), il solfuro di carbonio (CS2), il solfuro di idrogeno (H2S), il dimetilsolfato (CH3)2SO4. Le loro sorgenti principali sono la decomposizione biologica, la combustione dei combustibili fossili e di materia organica, lo spray marino e le eruzioni vulcaniche. Il biossido di zolfo, che costituisce il 95% del totale delle emissioni antropiche di zolfo, deriva da processi di combustione, in dipendenza dal contenuto di zolfo del combustibile usato. Esso è altamente solubile in acqua ed ha quindi un tempo di residenza in atmosfera relativamente breve (da 12 ore a 7 giorni) in quanto viene rimosso dalle precipitazioni; viene rimosso attraverso la sua ossidazione ad anidride solforica in presenza di catalizzatori quali particelle carboniose, composti azotati, ferro e manganese;
- composti dell'azoto: i principali composti che contengono azoto sono: N2O, NO, NO2,[14] NH3, HNO3, HONO, N2O5 ed i sali di NO3, NO2, NH4. Il più abbondante di questi in atmosfera è N2O che viene emesso principalmente per azione dei batteri nel suolo e secondariamente attraverso reazioni chimiche nella parte più alta dell'atmosfera. Non viene considerato inquinante in quanto chimicamente inerte alle temperature ordinarie. Sono invece considerati inquinanti il monossido e il biossido di azoto (NO e NO2). Il primo viene prodotto da sorgenti sia naturali che antropiche, ed in particolare in tutti i processi di combustione, Gli NOx (NO + NO2) infatti si formano per gran parte attraverso la fusione delle molecole di ossigeno e di azoto, costituenti l'atmosfera, fusione favorita dalle elevate temperature di combustione. La miscela di NOx emessa è costituita per lo più da NO, mentre buona parte dell'NO2 ha origine secondaria e si forma in atmosfera per ossidazione del monossido.
- composti del carbonio: In questa categoria i principali composti inorganici sono il monossido di carbonio (CO) e il biossido o anidride carbonica (CO2). L'anidride carbonica prodotta dalle attività umane deriva dai processi di combustione, mentre fino ad un secolo fa le emissioni erano bilanciate dalla rimozione da parte della vegetazione mediante la fotosintesi clorofilliana, il brusco aumento delle emissioni (causato dall'ampio uso di combustibili fossili) ha portato all'aumento delle concentrazioni di fondo. L'interesse che si è sviluppato attorno a questo composto è dovuto alle modificazioni climatiche su scala planetaria di cui è responsabile. Il monossido di carbonio invece è considerato altamente tossico in quanto avendo affinità con l'emoglobina impedisce l'ossigenazione dei tessuti. La sua sorgente primaria sono i fumi di scarico delle auto e in parte minore le centrali termoelettriche e gli impianti di riscaldamento; ha un tempo di residenza in atmosfera di circa un mese e viene rimosso mediante reazioni fotochimiche in troposfera. Hanno un ruolo fondamentale nella chimica dell'atmosfera ed in particolare nella regolazione delle capacità ossidative dell'atmosfera stessa i composti organici e cioè i composti costituiti da carbonio, idrogeno e ossigeno. Fanno parte di questa categoria numerosissimi composti catalogati in grosse classi di cui le principali sono: gli idrocarburi (suddivisi a loro volta in alcani come il metano, alcheni come l'etene, gli alchini come l'acetilene), gli aromatici come il benzene, le aldeidi come la formaldeide, i chetoni come gli acetoni;
- IPA: Idrocarburi policiclici aromatici, una larga gamma di sostanze prodotte dalla combustione di legna, nafta e gasolio, il più importante e unico normato è il Benzo(a) Pirene, considerato un forte cancerogeno.
- composti alogenati (HCl, HF, HBr, HCFC);
- radicali: il ruolo fondamentale dei radicali è insito nella loro definizione. Si intende infatti per radicale libero un atomo o un gruppo di atomi contenente almeno un elettrone dispari (che occupa solo un orbitale) eccitato. I radicali quindi sono di norma molto reattivi in quanto tendono ad appaiare gli elettroni. I radicali di maggior interesse, in quanto reagiscono con gran parte dei composti organici ed inorganici, sono il radicale ossidrile (OH) e idroperossido (HO2) durante il giorno e il radicale nitrato (NO3) di notte. La principale sorgente di OH in aria è la fotolisi dell'ozono, processo che produce atomi di ossigeno elettronicamente eccitati i quali reagiscono con il vapore acqueo sempre presente in atmosfera. Altre sorgenti dirette di radicali OH sono le fotodissociazioni di acido nitroso (HONO) e di perossido di idrogeno (H2O2) e la reazione tra HO2 e il monossido di azoto;

Il particolato si classifica in ragione del diametro delle particelle; si considerano grossolane quelle con diametro maggiore di 2.5 µm e fini quelle con diametro inferiore a 2.5 µm. Si distinguono inoltre come inalabili le particelle con diametro minore di 10 µm (PM10).
I principali inquinanti secondari di tipo gassoso sono:
- NO2 formato da NO primario;
- O3 formato per via fotochimica.

Entrambi questi gas intervengono nei complessi meccanismi di reazione che costituiscono il cosiddetto "smog fotochimico"
Il particolato secondario può derivare da reazioni chimiche e chimico-fisiche che coinvolgono inquinanti gassosi sia primari che secondari. I più noti sono:
- la trasformazione di SO2 in solfati SO4;
- la trasformazione di NO2 in nitrati NO3;
- la trasformazione di composti organici in particelle organiche.

### Contaminanti gassosi
Contaminanti gassosi importanti sono:
- monossido di carbonio, (CO): emesso principalmente dai processi di combustione, particolarmente dagli scarichi di veicoli con motori a idrocarburi, a causa di una combustione incompleta. Le concentrazioni maggiori si trovano generalmente nei pressi delle strade. L'inalazione in grandi quantità può causare mal di testa, fatica e problemi respiratori. Il limite massimo previsto per legge in Italia è di 10 mg/m³ in una media di 8 ore (D.M. 02-04-2002). Sopra i 500 mg/m³ può essere letale.
- anidride carbonica, (CO2): anche questo gas è emesso principalmente dai processi di combustione, particolarmente dagli scarichi di veicoli con motori a idrocarburi. La concentrazione dell'anidride carbonica al di là di lievi variazioni stagionali si valuta che abbia subito un aumento del 50%, dal 1750. Nel 2024 ha infatti raggiunto 420 ppm, mentre nell'era preindustriale era di 280 ppm. È il gas serra maggiormente responsabile del riscaldamento globale dovuto ad attività antropiche.
- alogenuri alchilici leggeri (CnH(2n + 2 - m)Xm, 1≤C≤4): ad esempio i clorofluorocarburi (HxCClyFz), che distruggono lo strato di ozono della stratosfera.
- metalli pesanti (Cd, Hg, Cr, Pb) e altri cosiddetti (spesso non si tratta di elementi metallici): tossici e spesso cancerogeni, mutageni e teratogenici, tra questi il piombo (Pb) tra gli altri metalli pesanti molto diffuso per l'esteso uso industriale dello stesso.
- ossidi di azoto (NOx): le emissioni sono principalmente nella forma di NO, che viene ossidato dall'ozono (O3) per formare il diossido d'azoto (NO2). L'ossido di azoto è irritante per gli occhi ed il tratto respiratorio. L'inalazione può causare edema polmonare, inoltre può avere effetti sul sangue, causando formazione di metaemoglobina. I vari ossidi di azoto reagiscono inoltre con gli idrocarburi nell'atmosfera per generare smog fotochimico. Può depositarsi in siti ecologicamente sensibili causando acidificazione ed eutrofizzazione.Gli ossidi di azoto, come d'altronde gli ossidi di zolfo sono anche precursori del particolato fine.
- diossido di zolfo (SO2): generato dalla combustione di carburanti contenenti zolfo, principalmente nelle centrali elettriche e durante la fusione di metalli ed in altri processi industriali. Può essere contenuto in combustibili per autotrazione. Il diossido di zolfo causa le piogge acide
- ozono (O3): se presente negli strati inferiori dell'atmosfera è un inquinante secondario, formato da reazioni fotochimiche che coinvolgono gli ossidi di azoto e alcuni composti organici volatili. Sebbene l'ozono presente negli strati superiori dell'atmosfera (stratosfera) aiuti a ridurre l'ammontare di radiazioni ultraviolette che raggiungono la superficie terrestre, quello presente nella bassa atmosfera è un gas irritante e può causare problemi alla salute e in particolare all'apparato respiratorio. Forte ossidante, può attaccare tessuti biologici e alcuni materiali, soprattutto materie plastiche.
- composti organici volatili (ampia classe di composti a bassa tensione di vapore, spesso abbreviati in VOC, Volatile Organic Compounds): includono diversi composti chimici organici, tra cui il benzene(C6H6). Provengono da vernici, solventi, prodotti per la pulizia e da alcuni carburanti maggiormente volatili (benzina e gas naturale). Il benzene è un cancerogeno, mentre altri contribuiscono, fra le tante conseguenze, all'effetto serra. Comprendono sia gli idrocarburi sia composti contenenti ossigeno o/e alogeni, come aldeidi, eteri, alcoli, esteri, alogenuri alchilici. In Italia vengono definiti VOC composti organici che a 20 °C hanno una tensione di vapore di 0,01 KPa o superiore.

### Particolato
Il particolato è un aerosol di piccole particelle solide classificate in base alle loro dimensioni. Le particelle atmosferiche sono di solito misurate in PTS  (Polveri Totali Sospese): PM10 quando il diametro aerodinamico medio è minore di 10 micron (possono raggiungere i polmoni), PM2,5 quando il loro diametro aerodinamico medio è inferiore a 2,5 micron (più dannose perché possono passare attraverso i filtri delle vie aeree respiratorie superiori).
L'attenzione si sta ora focalizzando sull'impatto sulla salute di particelle ancora più piccole, le PM0,1 e le cosiddette nanopolveri (ancora più fini), che penetrando ulteriormente a fondo, sono ritenute ancora più dannose.

### Aria interna
Per Inquinamento atmosferico si definisce in generale quello dell'ambiente libero; la qualità dell'aria interna, parametro importante per la salute umana, viene ovviamente alterato oltre che dalle emissioni in casa anche dalla qualità dell'aria esterna all'ambiente considerato, base su cui si sovrappongono eventuali altri inquinanti.

## Effetti

### Sull'ambiente
I principali effetti che gli inquinanti provocano nell'ambiente sono l'effetto serra, e le piogge acide, poi naturalmente comportano anche altri problemi come il buco dell'ozono ed altri problemi meno visibili sulla flora e fauna.
L'effetto serra: è un fenomeno climatico che consiste nel riscaldamento degli strati inferiori dell'atmosfera, per effetto della schermatura che offrono alcuni gas in essa contenuti (gas serra), questi ultimi risultano trasparenti alle radiazioni di lunghezza d'onda più corta ed opachi a quelle con lunghezza d'onda più ampia, questo fa sì che le radiazioni con lunghezza d'onda minore riescano ad attraversare questi gas arrivando alla superficie terrestre, dove vengono in parte assorbite ed in parte riflesse; la parte assorbita viene rilasciata sotto forma di infrarossi che hanno una lunghezza d'onda maggiore e quindi rimangono intrappolati dai gas serra. L'aumento dell'effetto serra in seguito alla rivoluzione industriale è stato causato soprattutto dall'immissione di Co2 fossile in atmosfera.
Da precisare il fatto che l'effetto serra è in gran parte causato da sostanze non inquinanti, soprattutto dal vapore acqueo. Di per sé non è un fenomeno negativo perché senza di esso la superficie terrestre si presenterebbe con una temperatura media inferiore ai -18 °C invece degli attuali +15 °C, ma può diventare dannoso nel caso si continui ad emettere gas serra in modo incontrollato. 

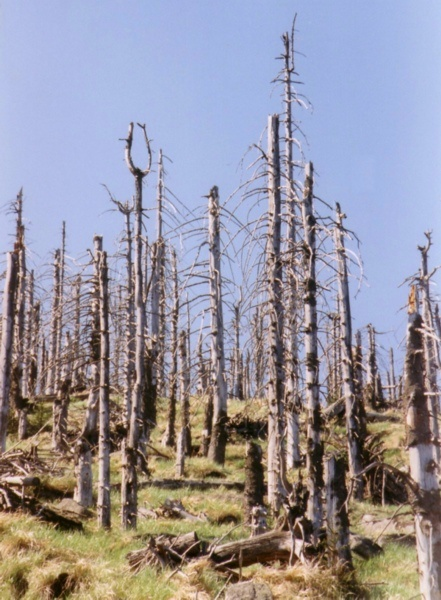
Gli effetti delle piogge acide sulla vegetazione

Le piogge acide: l'acqua piovana di norma ha un pH di circa 5,5 quindi leggermente acida a causa della presenza di anidride carbonica (CO2) che forma acido carbonico, a causa dell'inquinamento si disciolgono anche biossido di zolfo (SO2) e vari ossidi di azoto che formano rispettivamente acido solforico (H2SO4) ed acido nitrico (HNO3), che abbassano notevolmente il pH formando le piogge acide; le piogge acide hanno un impatto ambientale notevole, i principali effetti sono corrosione dei monumenti, danneggia le foglie delle piante impedendo la fotosintesi, interferisce sullo sviluppo degli embrioni degli animali acquatici, distrugge i batteri necessari alla decomposizione delle sostanze organiche con conseguente accumulo di sostanze tossiche nei fondali e aumentando l'acidità del suolo influenza il tipo di piante che vi possono crescere inoltre favorisce il passaggio in soluzione di metalli pesanti tossici come il mercurio. 
Nel 2017 si è notato come negli anni, grazie alle normative sui gas inquinanti, si sono ridotti gli impatti ambientali di tali sostante, le cui emissioni sono state progressivamente ridotte, ma questa riduzione non è stata omogenea tra NOx (ridotto notevolmente) e idrocarburi incombusti (ridotti parzialmente), questo ha portato alla formazione di una autossidazione in fase gassosa degli idrocarburi e alla formazione di idroperossidi organici (tale studio è stato guidato da Paul Wennberg del Caltech e da Henrik Kjaergaard dell'università di Copenaghen), fenomeno che normalmente si verifica già nelle aree rurali dove non vi è una significativa produzione di queste sostanze, notando tuttavia che tale fenomeno si sta riproponendo anche in zone inquinate dove è presente un forte squilibrio tra idrocarburi e NOx, tali idroperossidi costituiscono un elemento irritante e inquinante, che tende a formare particelle aerosol (sospese in aria).
Data lo sviluppo recente del fenomeno non sono ancora chiari i rischi per la salute e come tale fenomeno impatterà sull'ambiente.

### Sulla salute umana
Nell'area europea, secondo l'OMS, l'inquinamento da particolato è responsabile della riduzione di 1 anno di vita in media. Le patologie che mostrano un rischio significativamente maggiore sono quelle a carico dell'apparato cardiovascolare e respiratorio, tra cui i tumori al polmone (da notare che il rischio relativo di quest'ultimo resta comunque molto basso rispetto al tabacco).
Monossido di carbonio, (CO): Gli effetti negativi del monossido di carbonio sulla salute umana sono legati alla capacità del CO di unirsi all'emoglobina del sangue formando la carbossiemoglobina (COHb). In questo modo il CO occupa il posto normalmente occupato dall'ossigeno, così da ridurre la capacità del sangue di trasporto dell'ossigeno e di conseguenza la quantità di ossigeno che il sangue lascia nei tessuti. Inoltre vi è la possibilità che il CO si unisca ad alcuni composti presenti nei tessuti stessi riducendo la loro capacità di assorbire ed usare ossigeno (Horowitz, 1982). La concentrazione di COHb presente nel sangue è naturalmente legata alla concentrazione di CO presente nell'aria che viene respirata (Cobrun et al., 1965).
Sono molti gli studi fatti per capire il legame tra la percentuale di COHb nel sangue e gli effetti sanitari macroscopici. I danni arrecati dal COHb alla salute umana sono legati essenzialmente agli effetti sul sistema cardiovascolare e sul sistema nervoso.
- PM10: il PM10 interessa principalmente l'apparato respiratorio e cardiocircolatorio, il PM10 tende a depositarsi nelle vie respiratorie e va ad interessare varie parti del sistema respiratorio in base alla propria dimensione, infatti il PM10 (particelle con diametro minore a 10 micron) tendono a depositarsi nella parte superiore (faringe) mentre con diametri inferiori le polveri tendono a depositarsi sempre più in profondità fino a raggiungere anche le pareti alveolari (PM0,65), queste polveri possono comportare l'insorgenza di tumori e di disturbi vari.
- benzo(a) pirene: è una sostanza classificata da vari enti e associazioni internazionali come cancerogeno o sospetto cancerogeno.
- ozono: l'ozono ha effetti a carico del sistema respiratorio tra cui alterazioni irritative delle prime vie aeree e dei polmoni, cefalea e lacrimazione, dolori toracici, faringiti, bronchiti ed altri disturbi minori.
- ossidi di azoto: interessano sempre l'apparato respiratorio, causano effetti acuti come infiammazione delle mucose, diminuzione delle funzionalità respiratoria ed edema polmonare; come effetti cronici può provocare alterazioni polmonari a livello cellulare, ed aumento della suscettibilità alle infezioni batteriche.
- anidride solforosa: può provocare bronchiti, tracheiti, spasmi bronchiali, difficoltà respiratoria, asma ed enfisema
- benzene: è stato classificato dalla IARC come sostanza cancerogena per l'uomo di classe I in grado di produrre varie forme di leucemia.
- metalli pesanti: cadmio, mercurio, cromo e piombo sono quelli maggiormente tossici dato che, a seguito di accumulo, possono causare danni ai reni, al sistema nervoso, sistema immunitario e anche in alcuni casi effetti cancerogeni.

### Effetti sull'agricoltura
In India, nel 2014, è stato riferito che l'inquinamento atmosferico dovuto al carbonio nero e all'ozono a livello del suolo avevano ridotto i raccolti nelle aree più colpite di quasi la metà nel 2011 rispetto ai livelli del 1981.

### Effetti economici
L'inquinamento atmosferico costa all'economia mondiale € 4 trilioni di euro all'anno a causa delle perdite di produttività e del degrado della qualità della vita, secondo uno studio congiunto della Banca mondiale. Queste perdite di produttività sono causate da decessi dovuti a malattie causate dall'inquinamento atmosferico. Nel 2013 un decesso su dieci è stato causato da malattie associate all'inquinamento atmosferico e il problema sta peggiorando. Il problema è ancora più acuto nei paesi in via di sviluppo. Il rapporto afferma che ulteriori perdite economiche causate dall'inquinamento atmosferico, compresi i costi sanitari e gli effetti negativi sulla produttività agricola e di altra natura, non sono state calcolate nel rapporto, e quindi i costi effettivi per l'economia mondiale sono di gran lunga superiori a € 4 trilioni di euro. 

## Disastri storici rilevanti
La peggiore crisi di inquinamento civile a breve termine del mondo è stata il disastro di Bhopal del 1984 in India. I vapori industriali fuoriusciti rivelano che i decessi sono almeno 3787 persone e feriti da 150.000 a 600.000. Il Regno Unito subì il suo peggior evento di inquinamento atmosferico quando il Grande Smog del 4 dicembre del 1952 si formò su Londra. In sei giorni sono morti più di 4.000 e stime più recenti hanno portato la cifra a quasi 12.000. Si ritiene che una perdita accidentale di spore di antrace da un laboratorio di guerra biologica nell'ex Unione Sovietica nel 1979 vicino a Sverdlovsk abbia causato almeno 64 morti. Il peggior singolo incidente di inquinamento atmosferico negli Stati Uniti si è verificato a Donora, in Pennsylvania, a causa delle emissioni di una fabbrica di produzione di zinco alla fine di ottobre 1948, quando 20 persone sono morte e oltre 7000 sono stati feriti.

## Meteorologia dell'inquinamento atmosferico

Inquinamento atmosferico

Pressoché la totalità dei fenomeni di inquinamento atmosferico avviene nella porzione più bassa dell'atmosfera chiamata "Planetary Boundary Layer" (Strato Limite Planetario), o PBL. Il PBL comprende la parte di troposfera nella quale la struttura del campo anemologico risente dell'influenza della superficie terrestre e si estende fino a oltre 1 km di altezza.
I più importanti fattori meteorologici che interessano i fenomeni di inquinamento atmosferico sono:
- il vento orizzontale (velocità e direzione), generato dalla componente geostrofica e modificato dal contributo delle forze di attrito del terreno e da effetti meteorologici locali, come brezze marine, di monte e di valle, circolazioni urbano-rurali, ecc.;
- la stabilità atmosferica, che è un indicatore della turbolenza atmosferica alla quale si devono i rimescolamenti dell'aria e quindi il processo di diluizione degli inquinanti;
- la quota sul livello del mare;
- le inversioni termiche che determinano l'altezza del PBL;
- i movimenti atmosferici verticali dovuti a sistemi baroclini od orografici.

La stabilità atmosferica assume un ruolo fondamentale nella dispersione degli inquinanti. Nella troposfera la temperatura dell'aria normalmente decresce all'aumentare dell'altitudine. Il profilo di temperatura di riferimento per valutare il comportamento delle masse d'aria è quello osservato per una particella d'aria che si innalza espandendosi adiabaticamente. Quando il profilo reale coincide con quello di riferimento, una particella d'aria - a qualsiasi altezza venga portata - si trova in equilibrio indifferente, cioè non ha alcuna tendenza né a salire né a scendere (atmosfera neutra). Quando la temperatura decresce con l'altezza più velocemente del profilo di riferimento, le particelle d'aria ad ogni quota si trovano in una condizione instabile perché se vengono spostate sia verso il basso che verso l'alto continuano il loro movimento nella medesima direzione allontanandosi dalla posizione di partenza. Se invece la temperatura decresce con l'altezza più lentamente del profilo adiabatico, o addirittura aumenta (situazione detta di inversione termica), le particelle d'aria sono inibite sia nei movimenti verso l'alto che verso il basso e la situazione è detta stabile.
Condizioni neutre si verificano tipicamente durante le transizioni notte-giorno, in presenza di copertura nuvolosa, o con forte vento.
Condizioni instabili si verificano quando il trasporto di calore dal suolo verso l'alto è notevole, come accade nelle giornate assolate.
Le condizioni stabili, che si verificano tipicamente nelle limpide notte continentali con vento debole, sono le più favorevoli ad un ristagno ed accumulo degli inquinanti.
I più gravi episodi di inquinamento si verificano in condizioni di inversione termica; in questi casi infatti gli inquinanti emessi al di sotto della quota di inversione (a meno di possedere un'energia meccanica sufficiente a forare l'inversione), non riescono ad innalzarsi poiché risalendo si trovano ad essere comunque più freddi e dunque più pesanti dell'aria circostante.
- il vento: il vento è un importante variabile da considerare nell'inquinamento atmosferico, in alcune zone può avere un effetto positivo perché disperde gli inquinanti, in altre invece può avere un effetto negativo perché sposta le masse d'aria inquinata in zone meno inquinate;
- precipitazioni: hanno un ruolo molto importante per la qualità dell'aria, infatti riescono a intrappolare gli inquinanti dispersi in atmosfera e portarli al suolo ripulendo in questo modo l'aria; la pioggia, in particolare se con eventi piovosi di una certa consistenza risulta molto efficace, invece la neve in quanto più soffice non è altrettanto efficace, inoltre si accompagna spesso con peggioramenti del traffico veicolare (intasamenti) per cui provoca un aumento dell'incidenza del traffico.
- orografia: l'orografia del territorio è un altro fattore importante, in particolare nelle zone montane, per orografia si intende la conformazione del territorio considerando i monti, valli, pianure, ecc., questo fattore è importante in particolare nelle valli, dove, in base alla loro conformazione (valli strette, larghe, protette dai venti, ecc.) può crearsi un accumulo di sostanze inquinanti, in particolare nei periodi invernali, dove, in condizioni di valli strette in sole riesce difficilmente ad arrivare in fondo alla valle e quindi è molto facile l'instaurazione di condizioni di inversione termica, che come già detto provoca un ristagno degli inquinanti.
- urbanistica: anche l'urbanistica delle zone abitate è un fattore che incide sulla qualità dell'aria, infatti strade strette con edifici alti molto vicini tra loro si comportano come le pareti di una valle, o meglio di un canyon dove l'aria rimane imprigionata, queste situazioni determinano un forte accumulo di inquinanti.

## Normativa italiana
Alcune norme riguardanti gli inquinanti atmosferici per la Comunità Europea (CEE) e attuati in Italia sono elencati di seguito:
- DPR nº 203/88;
- DPCM nº 30/83;
- Art. 174 TCE;
- Direttiva CE 96/62 cosiddetta (direttiva quadro);
- Direttive CE "figlie" 1999/30, 2000/69, 2002/03, 2004/107;
- Direttiva CE 2008/50;
- D.Lgs nº 155/2010.

La direttiva CE 2008/50 definisce e riorganizza le normative precedenti in un testo unico, tiene in considerazioni e linee guida sviluppate dall'OMS su base di studi scientifici, definisce un elenco di inquinanti normati, fornisce le definizioni di aria e ambiente, inquinanti e livelli, delinea gli obbiettivi da ottenere in futuro, definisce i limiti, i livelli critici soglie di allarme e di informazione ecc. Il Decreto Legislativo 155 del 2010 recepisce l'ultima direttiva europea e ne costituisce l'applicazione a livello italiano. tra le sue finalità, il mantenimento della qualità dell'aria ambiente, laddove buona ,ed il suo miglioramento negli altri casi.

## Scenari futuri
Si prevede che l'Africa possa rappresentare la metà delle emissioni inquinanti del mondo entro il 2030. Secondo un rapporto, l'Africa sub-sahariana sta vivendo un inquinamento in rapido aumento, derivato da molte cause, tra cui la combustione della legna per cucinare e dei rifiuti abbandonati, il traffico, le industrie agroalimentari e chimiche, la polvere di sabbia del Sahara trasportata dai venti attraverso l'area del Sahel, tutto ciò rafforzato da una maggiore crescita demografica e densità urbana.